# Swing Sisters
Swing Sisters er en dansk vokalgruppe bestående af Lise-Lotte Norup, Kirsten Siggaard og Kirsten Vaupel. Gruppens repertoire består, som navnet antyder, primært af amerikansk swingmusik med inspiration fra blandt andet Andrew Sisters.
Gruppen blev dannet i 1992, hvor de tre medlemmer kom fra hver sit musikalske miljø. Norup havde medvirket i en anden vokalgruppe, Hans Mosters Vovse, og spillet med i flere revyer og musicals, Siggaard var kendt fra popmusik og ikke mindst dansk Melodi Grand Prix, hvor hun havde vundet den danske konkurrence tre gange i 1980'erne, og Vaupel, der er konservatorieuddannet, havde sunget opera, operetter samt danske sange.
De enkelte medlemmer var derfor på forhånd kendte og populære, så da de dannede Swing Sisters, fik denne gruppe opmærksomhed fra begyndelsen. Den medvirkede i en række tv-udsendelser og gav koncerter mange steder i Danmark. Gruppen har også optrådt i Sverige, Tyskland og England og blandt andet sunget sammen med den engelske jazzgruppe The Pasadena Roof Orchestra.
Efterhånden er repertoiret udvidet til også at omfatte musik fra 1960'erne af blandt andet The Beatles. Gruppen har udgivet fem album og har modtaget Simon Spies Fondens Showpris.

## Diskografi
- Swing, sammen med The Pasadena Roof Orchestra (1993)
- Take Me Back, sammen med The Pasadena Roof Orchestra (1994)
- Dagen vi aldrig glemmer (1995)
- Swingin' X-mas (1997)
- Let It Be Swing (2003)